# أرشيبالد بوت
أرشيبالد بوت (بالإنجليزية: Archibald Butt)‏ هو جندي أمريكي، ولد في 26 سبتمبر 1865 في أوغستا في الولايات المتحدة، وتوفي في 15 أبريل 1912 في المحيط الأطلسي الشمالي.